# 胎盤
胎盤（たいばん、英: placenta）は、有胎盤類などの雌（人間の女性も含む）の妊娠時、子宮内に形成され、母体と胎児を連絡する器官である。
子供を雌の体内で育てる生殖形態のうち、胎盤をつくるものを胎生と呼び、卵胎生（非胎盤型胎生）と区別する（ただし両方含めて胎生と呼ぶこともある）。
胎盤はプラセンタとしても利用される。

## 概要
胎盤は、母体由来の基底脱落膜と胎児由来の絨毛膜絨毛部とから構成されている。
形態は動物種により異なり、馬、豚などにみられる散在性胎盤、反芻類にみられる多胎盤（宮阜性胎盤）、食肉類にみられる帯状胎盤、ヒト、猿、マウスなどにみられる盤状胎盤に分類される。胎盤と胎児は臍帯で連絡されている。
胎盤の主な機能は母体側と胎児側の代謝物質交換、ガス交換や胎児側への免疫学的支援である。また、ホルモンを産生し、妊娠を維持する。胎盤は分娩時、胎児のあとに後産として娩出される。後産として共に出てくる羊膜・臍帯などを含めて胞衣（えな）と称される。さらに残存している変性した胎盤や胎膜、子宮粘膜の分泌液、血液などの、ほぼ完全に排出されるまで続くものを悪露という。

## 胎盤を持つ動物
胎盤を形成することは哺乳類の特徴とされることもあるが、実際は、哺乳類の一部の系統である有胎盤類（真獣下綱）のみが胎盤を持つ。現生では単孔類と有袋類が胎盤を作らない。ただし有袋類は、一般的に胎盤と呼ばれる胎児を十分に成長させる高機能な漿尿膜胎盤は作らないが、低機能な卵黄嚢胎盤を作る。
胎盤は哺乳類に限るものではなく、サメの一部（ホホジロザメ、メジロザメ、オオメジロザメ、シュモクザメなど）が胎盤を作る。ただし、サメの多くは胎盤を作らない卵胎生で、さらに完全な卵生の種も少なくない。

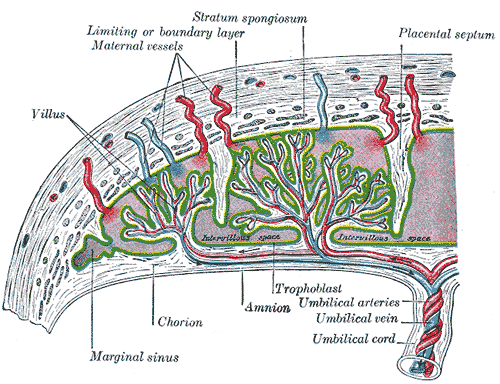
胎盤の構造（上図の一部を拡大したもの） 上部母体側から酸素、養分に富む動脈血が赤と青の細かい点で描かれた空隙、すなわち絨毛間腔内に放出され、静脈から母体に戻る。一方、図右下にある臍帯（へその緒）から絨毛間腔側に向かって臍動脈が流れ、図中に樹木のように見える絨毛を経由するうちに、ガス交換、栄養吸収、老廃物の放出が行われ、臍静脈を経由して胎児側に戻る。図中の用語を左上から、右下に向かって以下に示す。絨毛 (Villus)、海綿層 (Stratum spongiosum)、母体血管 (Maternal vessels)、胎盤中隔 (Placental septum)、周縁洞 (Marginal sinus)、絨毛膜 (Chorion)、羊膜 (Amnion)、栄養膜 (Trophoblast)、2本の臍動脈 (Umbilical arteries)、1本の臍静脈 (Umbilical vein)、臍帯 (Umbilical cord)、いわゆる「へその緒」。なお、臍動脈と臍静脈の色は実際とは逆に描かれている。

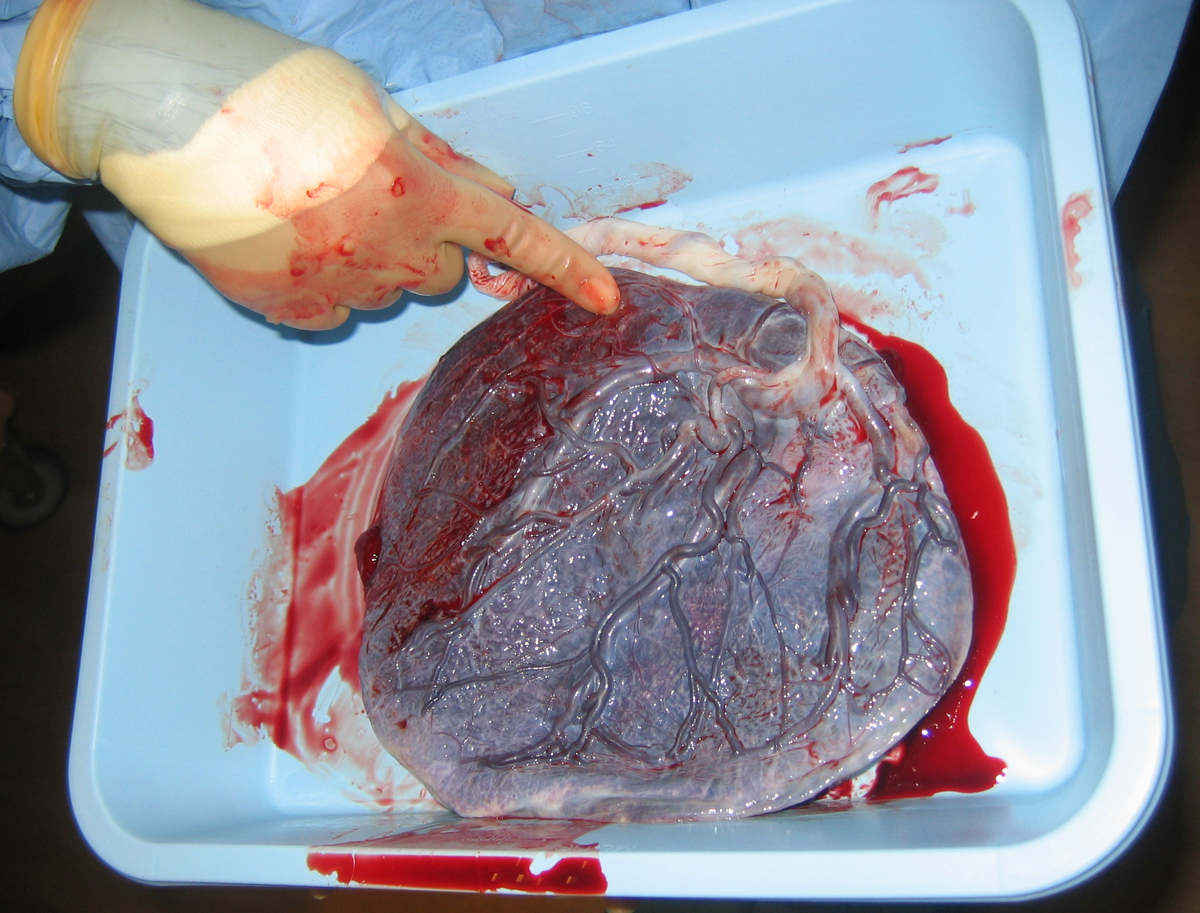
ヒトの胎盤 出産後数分経過した時点のもの。写真上部の白い紐状の組織が臍帯。指で示している部分が胎児の頭部の位置に相当する。容器と接している面が母体側である。写真下側に胎盤を取り囲んで白く不透明に見える組織は羊膜の一部。なお、胎盤のラテン語表記 placenta は古代ローマで食べられていた平らなケーキ(en)という意味であり、写真の形状とも合致する。

## ヒト成熟胎盤の構造
胎児側では胎盤は羊膜で境され、次にある絨毛膜板から樹状に絨毛が生えている。樹幹にあたる幹絨毛から枝のように分枝絨毛が形成されている。樹の最上位部で基底脱落膜に付着、固定している絨毛が付着絨毛で、それ以外の付着していない絨毛を浮遊絨毛という。絨毛内は胎児血管が走っている。
母体側では基底脱落膜から母体血管が開口し、母体血が噴出している。絨毛はこの血液の中をただよっている。基底脱落膜の一部は、絨毛膜板に向かって隆起し、区画分けしている。この隆起を胎盤中隔と呼ぶ。胎盤中隔は、絨毛膜板には付着しておらず、全ての区画は開通している。
注意すべきことは、母体の血液と胎児の血液とは直接混合していないことである。酸素・栄養分・老廃物などの物質交換は血漿を介して行われている。このため、母体と胎児の血液型が異なっていても、異型輸血のような凝血は起こらない構造になっている。この構造をプラセンタルバリア (placental barrier) という。このことから、胎児から見ると胎盤は羊膜の外側にあるが、胎児側の臓器とも言える。

## ヒト胎盤の内分泌
主に産生される蛋白質ホルモンは、ヒト絨毛性ゴナドトロピン (hCG) およびヒト胎盤性ラクトゲン (hPL) がある。ステロイドホルモンは、プロゲステロン、エストロゲンがある。
- ヒト絨毛性ゴナドトロピン (hCG) - 黄体を維持する
- ヒト胎盤性ラクトゲン (hPL) - 乳腺を刺激する
- プロゲステロン - 妊娠を維持する
- エストロゲン - 子宮や乳腺を刺激する

## 産後の胎盤

### 利用
娩出後は、臓器としての役割を終えて脱落する。産後に羊膜等と一緒に胎盤を食餌して分娩による消耗を補填する動物もいる。

### 医薬品等への転用
ブタ、ウマ、ヒトなどの胎盤は、医薬品として漢方薬の紫荷車などのほかに化粧品や健康食品などに利用されている。日本では俗にプラセンタと呼ばれる。

### 処分
日本では胎盤や臍帯を勝手に処分することはできない。また、妊娠12週以前の死胎も同様である。これらは、手術に使われた綿やガーゼなど他の産汚物などとともに地方自治体が処分方法を条例で定めている。東京都では「胞衣及び産穢物取扱業取締条例」により処分方法を規定している。
中世日本においては、胞衣を埋める場所の習俗が東西では異なっていたことが指摘されている（後述書）。東国では戸口に埋め、西国では産室の床下か縁の下に埋められたが、これは東が血を忌むことが少ない縄文文化的習俗の名残＝狩猟的文化があり、血を忌む西との違いにつながったものと考えられている。

## 「母衣」の由来説
母衣（ほろ）は、戦で甲冑の上から纏って膨らませる大きな布であり、弓矢や投石から身を守るのに使う。
新井白石は『本朝軍器考』において「母衣」と呼ぶ理由として用途と形状を胞衣になぞったとする説を述べている。一方、民俗学者南方熊楠は、典籍の「羽衣」の誤写であるとする説を述べている。